# Kouritenga
Kouritenga ist eine Provinz in der Region Centre-Est im westafrikanischen Staat Burkina Faso mit 402.569 Einwohnern auf 2621 km².
Sie besteht aus den Departements Andemtenga, Baskoure, Dialgaye, Gounghin, Kando, Koupéla, Pouytenga, Tensobentenga und Yargo. Durch Kouritenga führt die Fernstraße N4 von Ouagadougou nach Niger. Hauptstadt ist Koupéla.

## Liste der Departements/Gemeinden
| Nr. | Departement/Gemeinde |
| --- | -------------------- |
| 1   | Andemtenga           |
| 2   | Baskouré             |
| 3   | Dialgaye             |
| 4   | Gounghin             |
| 5   | Kando                |
| 6   | Koupéla              |
| 7   | Pouytenga            |
| 8   | Tensobentenga        |
| 9   | Yargo                |